# Michel Giacobini
Pour les articles homonymes, voir Giacobini.
Michel Giacobini, né le 10 septembre 1873 à Pancheraccia (Corse) et mort dans le 5e arrondissement de Paris le 6 mars 1938, était un astronome français.

## Biographie
Il découvrit plusieurs comètes, dont les comètes périodiques :
- 21P/Giacobini-Zinner le 20 décembre 1900 (corps parent de la pluie d'étoiles filantes des Giacobinides) qui sera redécouverte en 1913 par Ernst Zinner, d'où son nom.
- 41P/Tuttle-Giacobini-Kresák.
- 205P/Giacobini.

Il travailla à l'observatoire de Nice jusqu'en 1910, puis il demanda à être transféré à l'observatoire de Paris. Mobilisé lors de la Première Guerre mondiale, il fut intoxiqué par les gaz et fut réformé. Il guérit et reprit ses activités astronomiques à l'observatoire de Paris après la guerre.
L'astéroïde (1756) Giacobini a été nommé en son honneur.

## Prix
- 1900, 1937 : Prix Lalande
- 1903 : Prix Jules-Janssen